# Mirjam de Rooij
Mirjam de Rooij (Zierikzee, 27 september 1963) werd opgeleid tot actrice aan de Amsterdamse Hogeschool voor de Kunsten waar ze in 1990 afstudeerde.

## Filmografie
- Het Bittere Kruid (1985, regie Kees van Oostrum) – Greet
- Maurits en de feiten (1988, regie Jean van de Velde) – Mirjam
- Three Plays by Gertrude Stein (1988, regie Jaap Drupsteen) – Lucy Willow
- Leedvermaak (1989, regie Frans Weisz) – collega Nico
- Suite 215 (1991, regie Jan Keja)
- De tranen van Maria Machita (1991, regie Paul Ruven)
- Goede tijden, slechte tijden (1992) – Trix Gerritse
- SamSam (1993, regie Hans de Korte)
- Belle van Zuylen - Madame de Charrière (1993, regie Digna Sinke) – Charlotte
- De flat (1994, regie Ben Verbong)
- Baantjer (1995, afl. "De Cock en de moord op de Wallen")
- Twee ogen uit Lemberg (1996, regie Gerrard Verhage)
- De Silvia Millecam Show (1996)
- Jan Arends (1997, regie Jelle Nesa)
- Combat (1998, afl. 7 "De Stalker") – juffrouw Els
- Het 14e kippetje (1998, regie H. Abu Assad)
- Only Love (1998, regie John Erman)
- De Daltons (1999) – Heleen
- Russen (2000, regie Arno Dierickx)
- Enigma (2001, regie Michael Apted) – Lady Lodger
- Ernstige delicten (2004, regie Elbert van Strien)
- Willemspark (2007, regie Antoinette Beumer en Remy van Heugten) – Chantal
- Spoorloos verdwenen (2008, afl. "De verdwenen puber" – Cecile Blok
- Flikken Maastricht (2008, afl. "Kidnap") – mevrouw Koorenaar
- Shouf Shouf de serie (2008)
- SpangaS (2008) – mevrouw De Haan
- Goedenavond dames en heren (2015) – Annet

## Theater
- 1990 - The Beng Beng show regie Jeremy Baker
- 1991 - Pluk van de Petteflat regie Paul Eenens
- 1993 - Antigone regie Victor Löw
- 1997 - A clockwork Orange regie Lodewijk de Boer
- 1997 - A lie of the mind regie Victor Löw
- 1998 - Rouw past Electra regie Agaath Witteman
- 2001 - Tiny Alice regie Victor Löw
- 2008 - Misery regie Porgy Franssen
- 2017 - Into the Woods regie Gijs de Lange